# Nathan Bor
Nathan "Nat" Bor, född 1 mars 1913 i Fall River i Massachusetts, död 13 juni 1972 i New Bedford i Massachusetts, var en amerikansk boxare.
Bor blev olympisk bronsmedaljör i lättvikt vid sommarspelen 1932 i Los Angeles.